# John Blake (Maskenbildner)
John Blake ist ein Maskenbildner und Spezialeffektkünstler.

## Leben
Blake begann seine Karriere im Filmstab 1985 als Assistent von Maskenbildner Mark Shostrom beim Horrorfilm Nightmare II – Die Rache von Regisseur Jack Sholder. Mit Beginn der 1990er Jahre erhielt er Engagements bei größeren Spielfilmproduktionen. 1993 war Blake für Danny DeVitos Filmbiografie Jimmy Hoffa zusammen mit Ve Neill und Greg Cannom für den Oscar in der Kategorie Bestes Make-up und beste Frisuren nominiert, die Auszeichnung ging in diesem Jahr jedoch an Francis Ford Coppolas Vampirfilm Bram Stoker’s Dracula. Blake arbeitete unter so renommierten Regisseuren wie Steven Spielberg, Joel und Ethan Coen, Francis Ford Coppola, Gore Verbinski und Oliver Stone. Seit 2008 betreute er das Makeup von Robert Downey Jr. in Filmen wie Iron Man 2 und Iron Man 3 sowie Marvel’s The Avengers und Avengers: Age of Ultron.

## Filmografie (Auswahl)
- 1985: Nightmare II – Die Rache (A Nightmare on Elm Street, Part 2: Freddy’s Revenge)
- 1986: Freitag der 13. Teil VI – Jason lebt (Friday the 13th Part VI: Jason Lives)
- 1989: Deep Star Six
- 1989: Friedhof der Kuscheltiere (Pet Sematary)
- 1990: Blaze of Glory – Flammender Ruhm (Young Guns II)
- 1992: Jimmy Hoffa (Hoffa)
- 1994: Color of Night
- 1996: Fargo
- 1997: Amistad
- 2000: Der Grinch (How the Grinch Stole Christmas)
- 2002: Men in Black II
- 2006: Pirates of the Caribbean – Fluch der Karibik 2 (Pirates of the Caribbean: Dead Man’s Chest)
- 2010: Iron Man 2
- 2012: Marvel’s The Avengers
- 2013: Iron Man 3
- 2015: Avengers: Age of Ultron
- 2016: The First Avenger: Civil War (Captain America: Civil War)
- 2017: Spider-Man: Homecoming
- 2018: Avengers: Infinity War
- 2019: Avengers: Endgame
- 2023: Dungeons & Dragons: Ehre unter Dieben (Dungeons & Dragons: Honor Among Thieves)

## Auszeichnungen (Auswahl)
- 1993: Oscar-Nominierung in der Kategorie Bestes Make-up und beste Frisuren für Jimmy Hoffa